# Warren Range
Die Warren Range ist eine rund 25 km lange Gebirgskette im ostantarktischen Viktorialand. Sie ragt unmittelbar westlich der parallel zu ihr verlaufenden Boomerang Range auf.
Die Nordgruppe der Commonwealth Trans-Antarctic Expedition (1955–1958) entdeckte sie und benannte den höchsten Gipfel als Mount Warren nach Guyon Warren (1933–2003), einem Mitglied der Gruppe. Um Verwechselungen mit dem Mount Warren im westantarktischen Ellsworthland zu vermeiden, wurde der Name schließlich auf das gesamte Gebirge ausgedehnt.

## Weblinks

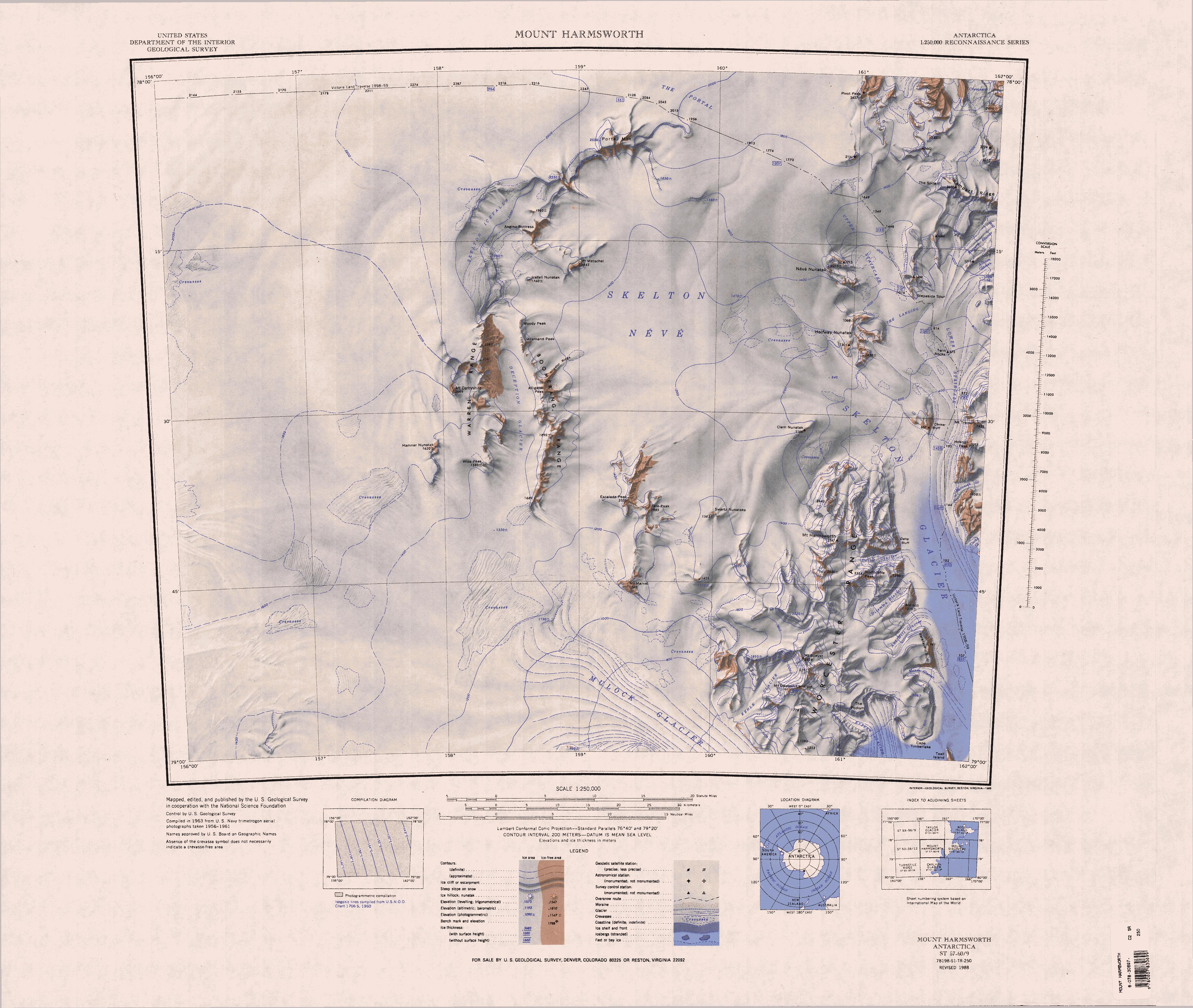
Karte von 1988, Warren Range, Deception-Gletscher und Boomerang Range in der Kartenmitte